# Takengon Barat
Takengon Barat is een bestuurslaag in het regentschap Aceh Tengah van de provincie Atjeh, Indonesië. Takengon Barat telt 907 inwoners (volkstelling 2010).